# Lorenz Braren
Lorenz Konrad Braren (* 30. Mai 1886 in Borgholz bei Heide (Holstein); † 7. Februar 1953 in Markt Indersdorf) war ein deutscher Konstrukteur, Unternehmer und Ahnenforscher.

## Leben
Lorenz Braren wurde am 30. Mai 1886 in Borgholz als Kind der Eltern Ida Maria und Brar Cornelius Braren geboren. Beide stammten von der Nordseeinsel Föhr; der Laienmaler Oluf Braren war sein Urgroßonkel. Nach dem Besuch der Volksschule in Lundenberg und dem nach dem Abitur auf der Hermann-Tast-Schule in Husum, wohin die Familie übersiedelt war, heuerte Lorenz Braren 1903 zunächst auf einem Dampfer der Hamburg-Amerika-Linie an, wechselte dann in ein Volontariat bei einer Schlosserei und Maschinenfabrik, bevor er nach Ableistung seines Wehrdienstes bei der Werftdivision 1906 zu Verwandten nach Amerika ging. In New Jersey fand er zunächst Arbeit in einem Stahlwerk und wurde schließlich Abteilungsleiter in einer Gießerei.
Im August 1910 nach Deutschland zurückgekehrt begann er ein Studium am Hamburger Technikum. Nach dem Examen verlobte er sich 1911 mit Lisbeth Piper und arbeitete ab 1912 bei einem zweiten Amerika-Aufenthalt zunächst bei der Metropolitan Sewing Machine Corp. in Nyack N.Y., die Industrienähmaschinen herstellte und bei der er eine automatische Zuschneide- und Nähmaschine neu entwickelte, für die er auch ein Patent erhielt. Anschließend war er bei der Shaw Electric Crane Co., einer Firma für Kranbau, in Muskegon als Konstruktionszeichner angestellt. 1913 heiratete Lorenz Braren Lisbeth Piper in Jersey City. 1920 kehrte sie mit ihren inzwischen geborenen drei Kindern Keike, Brar und Rudolf nach Deutschland zurück, wo im Sommer der dritte Sohn, Lorenz, geboren wurde. Ein halbes Jahr später folgte Lorenz Braren seiner Familie nach Husum. Er arbeitete an dem Entwurf einer Windkraftanlage. 
Im Juni 1922 wurde Lorenz Braren Chefkonstrukteur der Firma Friedrich Deckel in München, mit deren Inhaber ihn eine enge Zusammenarbeit und Freundschaft verband. 1923 wurde sein jüngstes Kind, Lisbeth, geboren. Braren erhielt Patente für Kopierfräsmaschinen, wie sie noch in Gröden (Südtirol) bei der Herstellung von Krippenfiguren in Betrieb sind, und entwickelte Getriebe, wie das Compur-Getriebe. Zwischen 1927 und 1930 wurde dieses Getriebe, das schließlich den Namen Cyclo erhielt, weiterentwickelt, wofür ihm wiederum 1925 ein Patent für seine Erfindung des Zykloidgetriebes erteilt wurde. 1931 gründete Lorenz Braren die Cyclo GmbH in München, Dachauer Straße 114, und stellte die ersten Getriebe her, die 1932 auch auf der Leipziger Messe ausgestellt wurden. Dort konnte er 1937 auch eine Lizenzvergabe an ein japanisches Unternehmen, das zur heutigen Firmengruppe Sumitomo Heavy Industries gehört, anbahnen. Ab 1939 wurden in Japan die ersten Cyclo-Antriebe in Lizenz produziert.

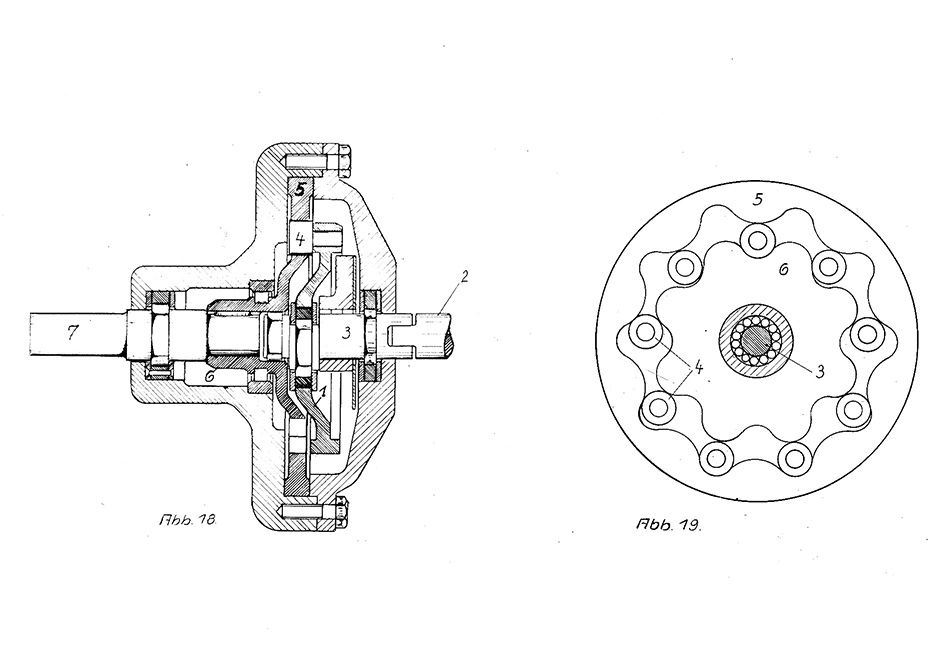
Aufbau des Compur-Doppelkurvengetriebes für Übersetzungsverhältnisse von 1 : 3 bis 1 : 6 (1. Übertragungsscheibe, 2. Treibende Welle, 3. Kurbelwelle, 4. Mitnehmerrollen, 5. Sonnenrad, 6. Übertragungsscheibe, 7. Getriebene Welle)

Ab 1938 entwickelte er die CYCLO Getriebe für Flugzeuge der Dornier-Werke, Junkers & Co. und Focke-Wulf, aber auch Fokker, die Ernst Heinkel Flugzeugwerke und die Messerschmitt AG zählten zu den Kunden. Die Mitarbeiterzahl der Firma wuchs bis Ende 1940 auf über 500, schließlich auf fast 1000 an. 1944 wurde das CYCLO-Werk in München durch einen Bombenangriff fast vollständig zerstört. Nach dem Kriegsende 1945 wuchs die Produktion langsam wieder an, und 1949 konnte ein Neubau in Markt Indersdorf nördlich von München eingeweiht werden. Durch den japanischen Lizenznehmer errangen Brarens Getriebe eine Marktführerschaft im asiatischen Raum, zusätzlich intensivierte Lorenz Braren den Vertrieb in den USA, Südamerika und in den damaligen Ostblockländern.
Insgesamt verfügte Lorenz Braren 1947 über 92 deutsche und 113 ausländische Patente. Er starb am 7. Februar 1953 in Markt Indersdorf und wurde seinem Wunsch gemäß auf der Insel Föhr auf dem Friedhof der Kirche St. Laurentii (Süderende) beigesetzt. Am 5. August 1973 weihte nicht weit davon entfernt bei Monklembergem der Nordfriesische Verein eine Lorenz-Braren-Gedächtnisstätte ein. In Markt Indersdorf ist die Lorenz-Braren-Straße nach ihm benannt.

## Ahnenforschung und Volkstumsarbeit
Bereits seit 1906 machte Lorenz Braren Aufzeichnungen zu seiner Heimatinsel Föhr. Diese entwickeln sich schließlich zu einem dreibändigen Werk (Teile I, Ia und II), den „Geschlechter-Reihen St. Laurentii Föhr“, das zu über 20.000 Menschen Lebensdaten und Hinweise zu den verwandtschaftlichen Beziehungen enthält. Mit seiner Lorenz-Braren-Stiftung stiftet Lorenz Braren Legate, deren Erträge der friesischen Heimatarbeit zugutekommen. Lorenz Braren gründete darüber hinaus die Utersumer Trachtengruppe, die 2011 60 Jahre bestanden hat, und förderte deren Teilnahme am Trachtenumzug zum Münchner Oktoberfest.